# Phedina brazzae
Phedina brazzae са вид птици от семейство Лястовицови (Hirundinidae), разпространени в Централна Африка.

## Описание
Достигат 12 cm дължина, като горната им част е сивокафява, долната е бяла с черни черти и кафеникава по гърдите. Двата пола имат сходен външен вид, но младите екземпляри имат по редки петна по гърдите и червеникаво-кафяви ръбове на перата по гърба и крилете. Издават поредици от къси звуци с нарастваща честота, последвани от сложно жужене, понякога завършвано с няколко изщраквания.

## Разпространение
Ареалът на вида обхваща части от африканските страни Ангола, Република Конго и Демократична република Конго.

## Начин на живот
Phedina brazzae гнездят в дупки, изровени в речните брегове, и снасят по три бели яйца. Хранят се с летящи насекоми, включително термити, като ловуват над реките или в откритата савана. Образуват смесени ята с други лястовици, но лесно се отличават от тях по характерната си окраска и по правоъгълната опашка.

## Природозащитен статут
Phedina brazzae е слабо изучен вид и по-рано е категоризиран от Международния съюз за защита на природата като вид, за който няма достатъчно данни, но в действителност той е често срещан и широко разпространен, поради което от 2008 година е прекатегоризиран като незастрашен вид. Phedina brazzae са обект на лов за храна, но като цяло видът не е подложен пряка заплаха.